# Marine Corps Air Station Cherry Point
Marine Corps Air Station Cherry Point (kratica MCAS Cherry Point) je vojaško letališče Korpusa mornariške pehote ZDA; trenutno je tu nastanjen 2. marinski letalski polk.